# 约翰·卡西迪
约翰·卡西迪（英語：John Cassidy，1947年6月9日—），加拿大男子篮球运动员。他曾代表加拿大获得1976年夏季奥运会男子篮球比赛第四名。他也参加了1970年和1978年世界篮球锦标赛。